# 利潤率
利潤率（りじゅんりつ、英: rate of profit）とは、マルクス経済学において、投下総資本に対する剰余価値の比率、すなわち、可変資本と不変資本の合計に対する剰余価値の比率を表す指標である。
不変資本をC 、可変資本をV で表すと、利潤率r は投下資本総額K = C + V に対する剰余価値M の比率で表される。すなわち
r = M /K
である。これは利潤が資本の価値の増殖分を適切に表現することができる公式である。
これに可変資本の年回転数n をかけると年間利潤率が求められる。すなわち
r = (M /K )×n
となる。

## 費用価格と利潤の関係
費用価格 k とは、商品を生産するため、資本家が投資する前貸し資本を指す。

前貸し資本は、生産手段の購入に充てられるc（不変資本）と、労働力の購入に充てられるv（可変資本）に分かれる。

したがって、

費用価格 k = c（不変資本）+ v（可変資本）

である。

剰余価値mは費用価格の超過である利潤pに転化し、商品の価値Wは生産物価値（C + V + M ）から費用価格と利潤（k（費用価格）+ P（利潤））という価値へ変化する。